# Christel Salewski
Christel Salewski (* 1962) ist eine deutsche Psychologin.

## Leben
Nach der Approbation 1993 als Psychologische Psychotherapeutin nach Ausbildung zur Verhaltenstherapeutin bei der Deutschen Gesellschaft für Psychologie (DGVT) und der Promotion 1993 an der Westfälischen Wilhelms-Universität Münster „Räumliche Distanzen in Interaktionen“ (Note: Summa cum laude) war sie von 1994 bis 2004 wissenschaftliche Mitarbeiterin (Assistentin (C1) / Oberassistentin (C2)) in der Abteilung Differentielle und Persönlichkeitspsychologie, Psychologische Diagnostik, Institut für Psychologie, an der Universität Greifswald (1997–1998 sowie 2001 jeweils Erziehungsurlaub). Nach der Habilitation 2001 im Fachgebiet „Psychologie“ an der Philosophischen Fakultät in Greifswald (Titel der Arbeit „Krankheitsverarbeitung und subjektive Krankheitstheorien bei chronisch kranken Jugendlichen und ihren Eltern“) lehrte sie von 2004 bis 2012 als Professorin für Differentielle und Persönlichkeitspsychologie (C3) am Fachbereich Angewandte Humanwissenschaften im Studiengang Rehabilitationspsychologie an der Hochschule Magdeburg-Stendal. Seit April 2012 lehrt sie auf dem Lehrstuhl für Gesundheitspsychologie (W3) am Institut für Psychologie der FernUniversität in Hagen.

## Schriften (Auswahl)
- Räumliche Distanzen in Interaktionen. Münster 1993, ISBN 3-89325-153-7.
- Chronisch kranke Jugendliche. Belastung, Bewältigung und psychosoziale Hilfen. München 2004, ISBN 3-497-01710-8.
- mit Britta Renner: Differentielle und Persönlichkeitspsychologie. Mit 92 Übungsaufgaben. München 2008, ISBN 978-3-497-01997-7.
- als Herausgeberin: Qualität familienrechtspsychologischer Gutachten. Eine empirische Analyse mit Praxiskommentaren. Frankfurt am Main 2016, ISBN 3-631-67456-2.